# Saramacca (district)

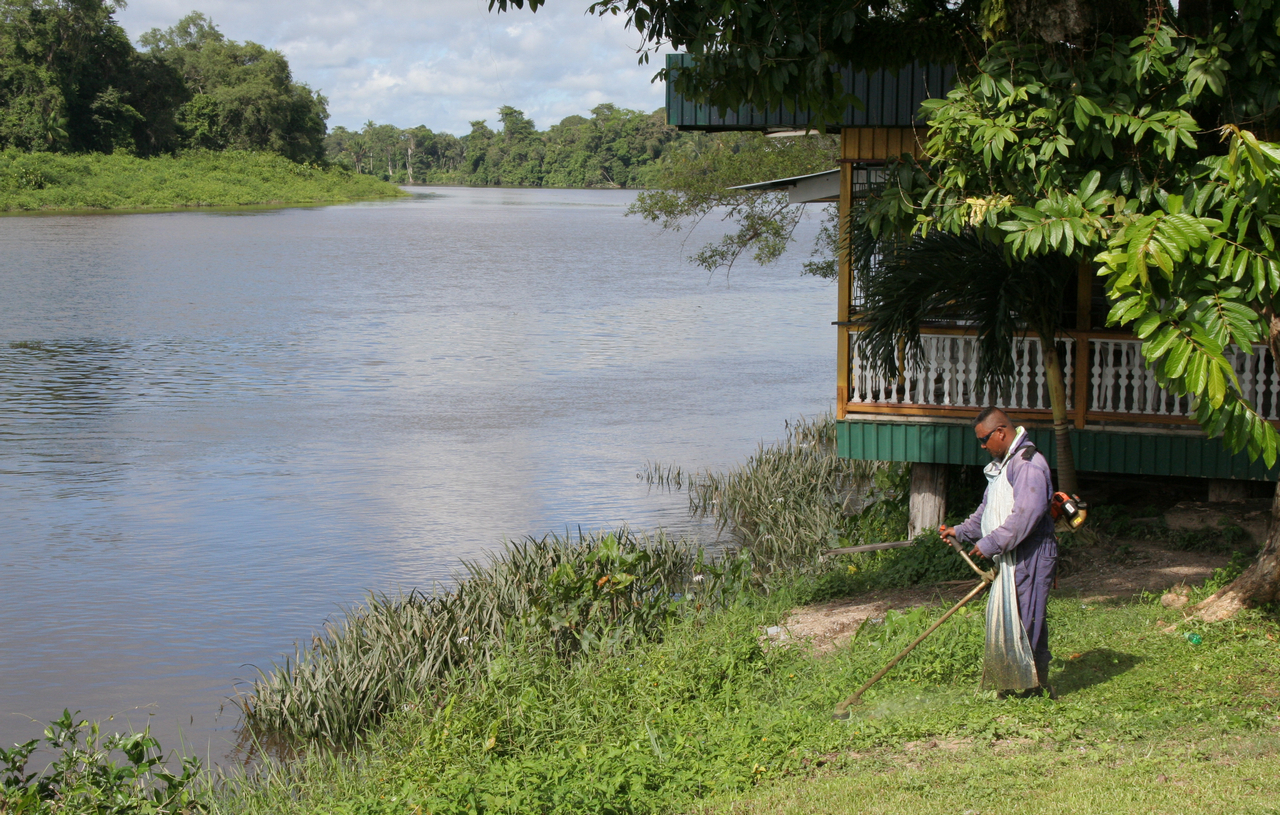
Oever van de Saramaccarivier in Groningen

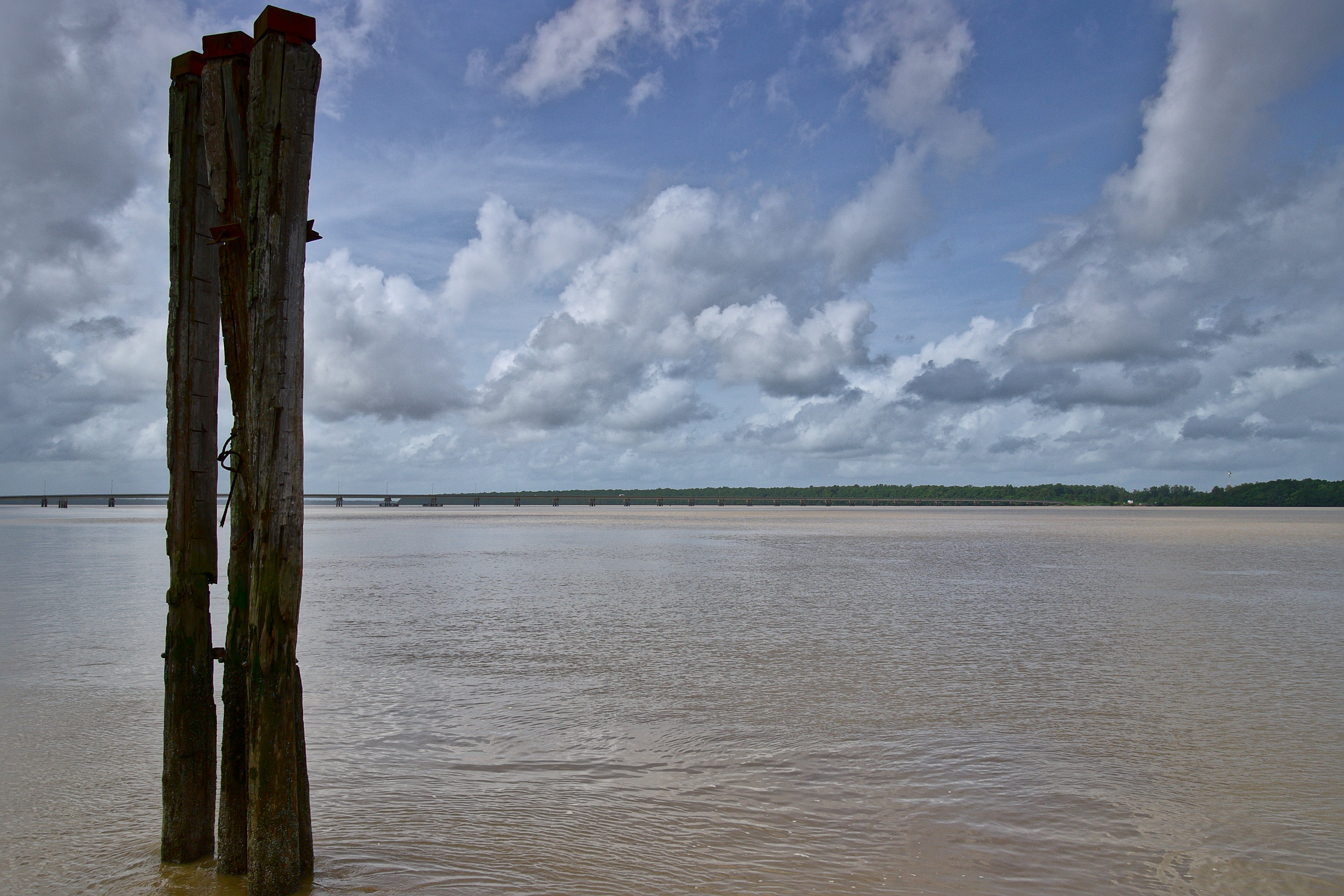
Brug over de Coppename bij Boskamp

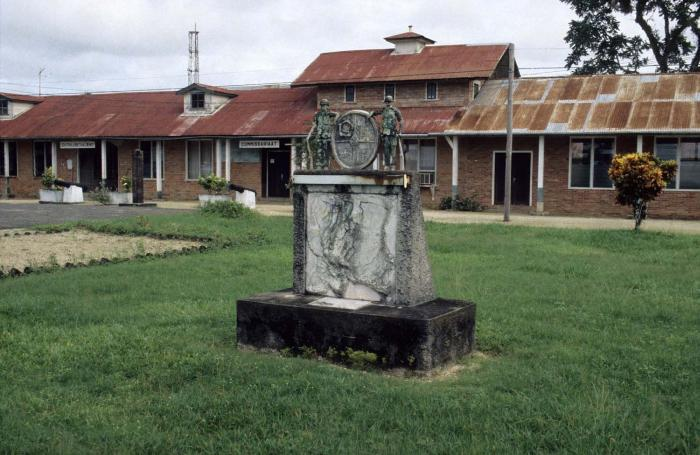
Monument ter nagedachtenis aan de revolutie van 1980

Saramacca is een district van Suriname. Het district is gelegen halverwege de Atlantische kust in het noorden van Suriname. Verder grenst het aan de districten Coronie in het westen, Para in het zuiden en zuidoosten, en aan Wanica in het noordoosten. De hoofdplaats is Groningen en andere belangrijke plaatsen zijn Batavia en Boskamp. Saramacca heeft 16.135 inwoners (2004) en een oppervlakte van 3636 km².

## Geschiedenis
In 1790 werd aan de linkeroever van de Saramaccarivier de militaire post Groningen gesticht. Aan de overkant ontstond een melaatsenkolonie: Voorzorg.
Hierna werd begonnen met de aanleg van plantages. De eersten werden door Jurriaan François de Frederici, de gouverneur, gebouwd: Catharina Sophia (vernoemd naar zijn vrouw) en La Prevoyance. Al gauw volgden andere plantages, zoals: Hamburg, Bethune, Frankfort, Calcutta aan de linkeroever en Uitkijk, Sara Maria, Bombay en Huwelijkszorg aan de rechteroever. Saramacca werd een bloeiend plantagegebied, waar vooral suiker en cacao werden verbouwd.
De melaatsen uit Voorzorg werden in 1824 overgebracht naar Batavia, een nieuwe melaatsenkolonie aan de Coppename. Meer dan 20 jaar later, in 1845, werd in Voorzorg een kolonisatiepoging met blanke Nederlanders gedaan. Deze mislukte echter catastrofaal wegens slechte planning. Binnen de vijf maanden stierf de helft van de kolonisten en het project werd in 1853 officieel opgegeven. De overlevenden vluchtten naar Groningen. Enkelen keerden naar huis, de rest trok naar een nieuwe vestigingsplaats in de buurt van Paramaribo, waar ze meer succes hadden. Zij zijn de voorouders van de boeroes.
Een verder bevolkingsexperiment vond plaats in 1853. Op de plantage Catharina Sophia - toen een van de modernste suikerplantages van Suriname - wilde men een nieuwe suikerbereidingsmethode invoeren. Hiervoor werden Chinezen op Java als contractarbeiders geronseld. Dit was het begin van de Chinese immigratie naar Suriname.
In 1863 werd de slavernij afgeschaft. De vrij verklaarden moesten zich echter verplichten nog tien jaar voor hun voormalige eigenaars verder te werken. (Ze werden betaald deze keer.) Deze regeling werd "staatstoezicht" genoemd.
Om na te gaan dat alles zoals afgesproken verliep, vond een herindeling van Suriname in districten plaats en werd aan elk district een districtscommissaris aangesteld. De districtscommissaris van Saramacca vestigde zich in Groningen. Het district was toen groter dan vandaag; het besloeg een oppervlak van 25.572 km², ongeveer 16% van het totale oppervlak van Suriname.
Na het einde van het staatstoezicht vestigden veel vrijverklaarden zich op een eigen perceel. Naast gewassen voor eigen gebruik verbouwden zij hoofdzakelijk cacao. In 1896 brak echter de krullotenziekte uit en richtte de cacaocultuur ten gronde. Veel creolen verlieten de landbouw om b.v. in de goudvelden te gaan werken. Anderen schakelden over op andere producten.
Na de Tweede Wereldoorlog was er een plan, het Saramaccaproject, om 30.000 Joodse vluchtelingen vanuit Europa naar een gebied ten zuidwesten van Groningen te laten migreren. Het voorstel werd in 1947 goedgekeurd door de Staten van Suriname, maar verloor zijn relevantie na de oprichting van Israël.
In 1983 werden de districten heringedeeld. Hierbij werd Saramacca aanzienlijk verkleind doordat grote delen werden toegevoegd aan andere districten, o.a. aan het nieuwe district Sipaliwini.

## Economie
Saramacca wordt wel "de groente- en fruitschuur van Suriname" genoemd. Het belangrijkste bestaansmiddel is de landbouw, voornamelijk de kleinlandbouw (kleine agrarische familiebedrijven). Deze kleine bedrijven richten zich voornamelijk op rijst en groenten. Daarnaast zijn er langs de Coppenameweg en de Larecoweg enkele grote rijstbedrijven en worden in Jarikaba op grote schaal bananen voor de export aangeplant.
Naast de landbouw wordt sinds de jaren tachtig de aardoliewinning van steeds groter belang. Aan het einde van de twintigste eeuw werden al meer dan 10.000 barrels per dag geproduceerd. Belangrijke oliecentra zijn Catharina Sophia, Josikreek en Sara Maria.
Andere belangrijke economische takken zijn de bosbouw en de visvangst. Saramacca is o.a. erg geliefd bij sportvissers.

## Geografie
Het district wordt vooral gekenmerkt door de rivier de Saramacca. In het westen vormt de rivier de Coppename de grens met Coronie en in het zuidwesten loopt de rivier de Tibiti, die voor een deel de grens vormt met Para.

## Natuur
Saramacca is ook bekend door zijn vogels. Ornithologen van over de hele wereld komen hiernaartoe om toekans, papegaaien en rotshanen te bekijken en te bestuderen.

## Bevolking
Bij de laatste volkstelling in 2012 telde Saramacca 17.480 inwoners. Hindoestanen vormen met 9.325 leden, ofwel 53,3% van de totale bevolking een lichte meerderheid. De tweede grootste bevolkingsgroep waren de Javanen (3.454 ofwel 19,8%), gevolgd door de creolen (1.195 ofwel 6,8%) en inheemsen (1.028 ofwel 5,9%). Er woonden ook kleinere aantallen marrons (172), Chinezen (158) en witten (60). Elf mensen gaven geen antwoord op de vraag tot welke bevolkingsgroep ze behoorden; negen gaven "weet niet" aan, 148 "overige" en vijftien mensen identificeerden zich als "Afrosurinamer". Er woonden ook 1.905 mensen van gemengde afkomst.
| Census 2012     | Aantal | %      |
| --------------- | ------ | ------ |
| Hindoestanen    | 9.325  | 53,35% |
| Javanen         | 3.454  | 19,76% |
| gemengd         | 1.905  | 10,90% |
| Creolen         | 1.195  | 6,84%  |
| Inheemsen       | 1.028  | 5,88%  |
| Marrons         | 172    | 0,98%  |
| Chinezen        | 158    | 0,90%  |
| overige         | 148    | 0,85%  |
| Blanken         | 60     | 0,34%  |
| onbekend        | 20     | 0,11%  |
| Afro-Surinamers | 15     | 0,09%  |
| Totaal          | 17.480 | 100%   |

## Politiek

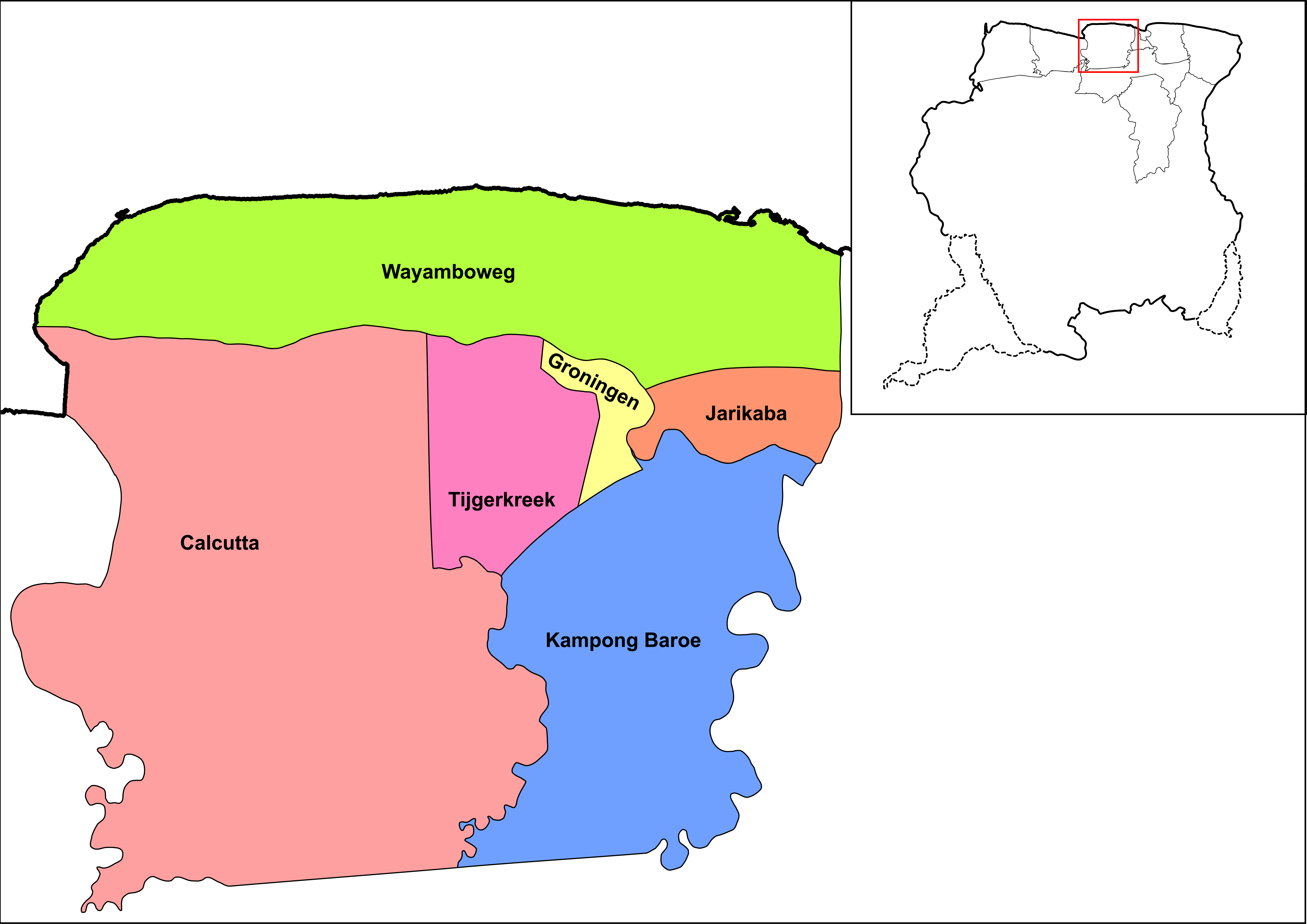
Ressorten van Saramacca
Calcutta (zalmroze)
Groningen (geel)
Jarikaba (oranje)
Kampong Baroe (blauw)
Tijgerkreek (magenta)
Wayamboweg (groen)

Saramacca wordt in de Nationale Assemblee door drie gekozen leden vertegenwoordigd.

### Onderverdeling
Het district is verder onderverdeeld in zes ressorten:
1. Calcutta (1.647 inwoners[3])
2. Groningen (2.818 inwoners[3])
3. Jarikaba (5.963 inwoners[3])
4. Kampong Baroe (2.248 inwoners[3])
5. Tijgerkreek (3.244 inwoners[3])
6. Wayamboweg (1.560 inwoners[3])

### Districtscommissarissen

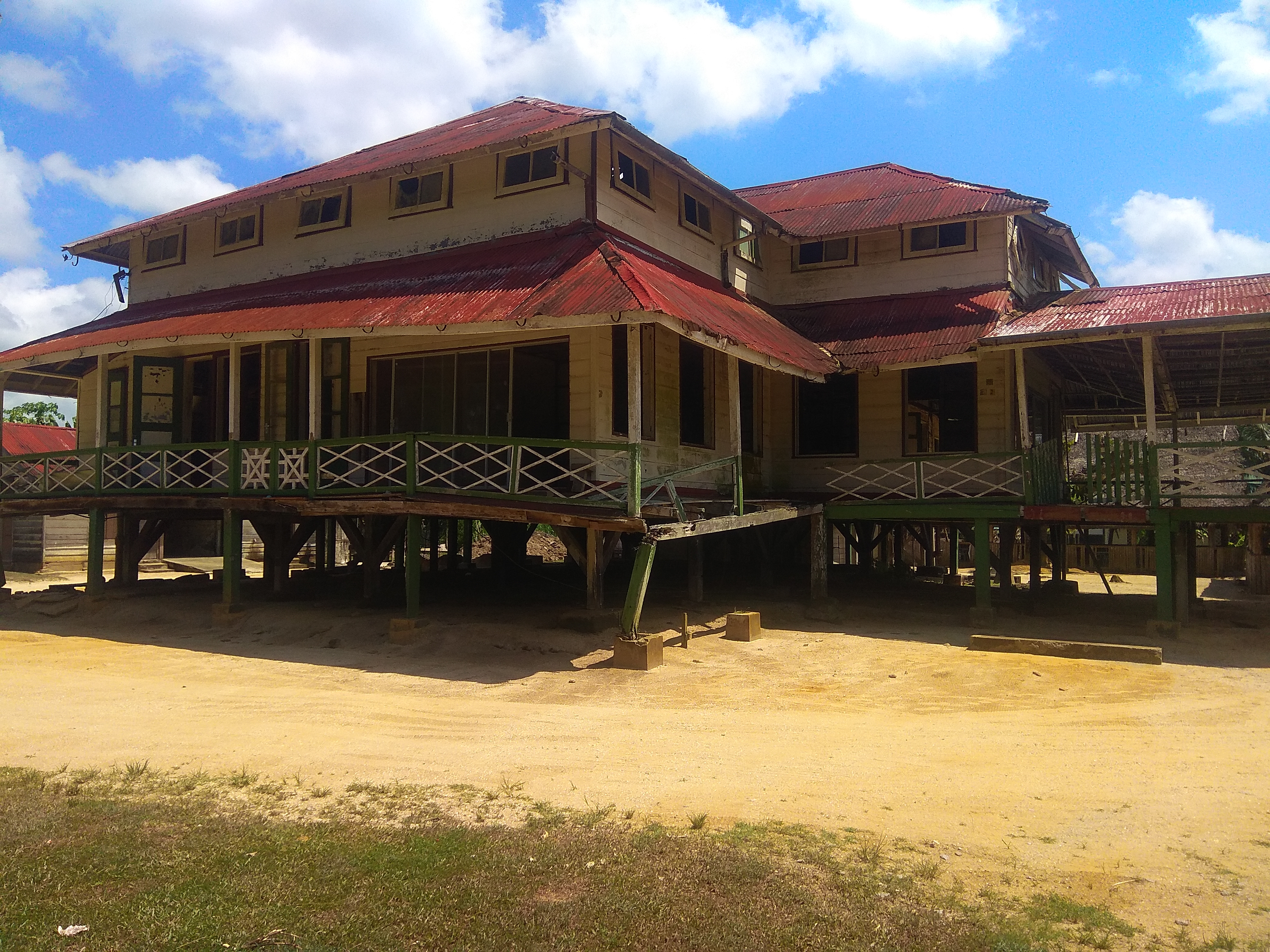
Ambtswoning van de commissaris in Groningen

Hieronder volgt een incomplete lijst van districtscommissarissen die het district hebben bestuurd:
| Districtscommissaris        | van  | tot   | opmerking |
| --------------------------- | ---- | ----- | --------- |
| Mandrachaldebie Ghisaidoobe | 2003 | 2011  |           |
| Aroenkoemar Ramdhani        | 2011 | 2014  |           |
| Ravin Jiawan                | 2014 | 2015  |           |
| Laksmienarain Doebay        | 2015 | 2019  |           |
| Sarwankoemar Ramai          | 2019 | 2020  |           |
| Sherin Bansi-Durga          | 2020 | 2025  |           |
| Mitchel Wongsodikromo       | 2025 | heden |           |

## Geboren in Saramacca
- Johnny Tholen (1935-2021), Surinaams-Nederlands zanger en horecaondernemer
- Radjindre Ramdhani (1963), Surinaams- Hindoestaans schrijver

Brokopondo · Commewijne · Coronie · Marowijne · Nickerie · Para · Paramaribo · Saramacca · Sipaliwini · Wanica